# Passiflora eggersii
Passiflora eggersii Harms – gatunek rośliny z rodziny męczennicowatych (Passifloraceae Juss. ex Kunth in Humb.). Występuje endemicznie w zachodnim Ekwadorze.

## Rozmieszczenie geograficzne
Rośnie endemicznie w zachodnim Ekwadorze w prowincjach Carchi, Guayas oraz El Oro.

## Morfologia
PokrójPnącze.

## Biologia i ekologia
Występuje w nadmorskich i nizinnych lasach na wysokości 50–1800 m n.p.m. Gatunek jest znany z dwóch subpopulacji. Obszary w pobliżu Naranjal zostały zamienione na pola uprawne. Północna subpopulacja znajduje się w rezerwacie Reserva Etnica Awá. Uważa się, że dodatkowe subpopulacje mogą się znajdować w wyższych partiach Andów w pobliżu Naranjal na wysokości 1500–2500 m n.p.m.

## Ochrona
W Czerwonej księdze gatunków zagrożonych został zaliczony do kategorii VU – gatunków narażonych na wyginięcie. Jedynym zagrożeniem jest niszczenie naturalnych siedlisk. Subpopulacja znajdująca się w rezerwacie Reserva Etnica Awá jest objęta ochroną.